# Бирлик (Талгарский район)
Бирлик (каз. Бірлік) — село в Талгарском районе Алматинской области Казахстана. Входит в состав Бельбулакского сельского округа. Код КАТО — 196235200.

## Население
В 1999 году население села составляло 1867 человек (924 мужчины и 943 женщины). По данным переписи 2009 года, в селе проживало 2812 человек (1374 мужчины и 1438 женщин).